# Каролина Вильгельмина София Гессен-Кассельская
Принцесса Каролина Вильгельмина София Гессен-Кассельская, в замужестве принцесса Ангальт-Цербсткая (10 мая 1732, Кассель — 22 мая 1759, Цербст) — первая жена Фридриха Августа Ангальт-Цербстского, брата русской императрицы Екатерины II. 

## Биография
Дочь принца Максимилиана Гессен-Кассельского (1689—1753) и его жены Фридерики Шарлотты Гессен-Дармштадтской (1698—1777). Из их детей до взрослого возраста дожили только дочери, Каролина Вильгельмина и три её сестры. Ульрика (1722—1787) стала супругой правящего герцога Ольденбургского. Вильгельмина (1726—1808) была выдана замуж за принца Генриха Прусского, младшего брата Фридриха Великого (брак был неудачен и супруги вскоре разошлись и проживали раздельно). Кристина Шарлотта (1725—1782) осталась незамужней и была канониссой в имперском аббатстве Херфорд. 
17 ноября 1753 года Каролина Вильгельмина вышла замуж за Фридриха Августа, принца Ангальт-Цербстского, который приходился родным племянником мужу её старшей сестры Ульрики, а также являлся братом императрицы Екатерины Второй. После замужества проживала в Цербсте. Брак был бездетным.
31 декабря 1756 Каролина Вильгельмина была пожалована императрицей Елизаветой русским орденом Святой Екатерины большого креста. Этот орден имели также две её сестры, а также бабушка, мать, сестра и две тётки её мужа. 
Каролина Вильгельмина умерла 22 мая 1759 года в возрасте 27 лет.